# Muzyka chińska

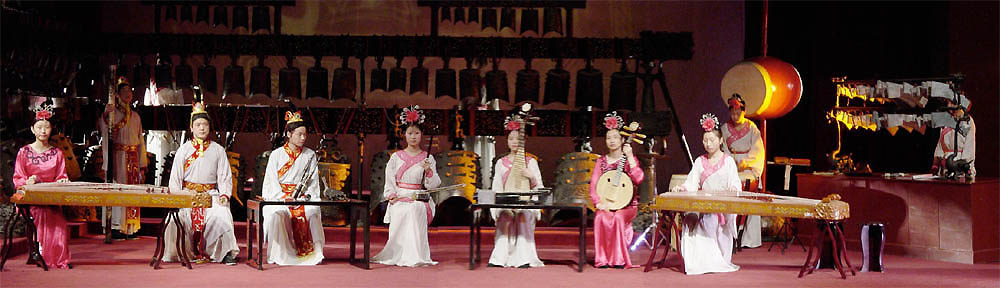
Koncert tradycyjnej muzyki chińskiej

Muzyka chińska – ogół tradycji muzycznych chińskiego kręgu kulturowego, silnie oddziałujących również na inne kraje Azji, od Turkiestanu po Japonię i wyspy Indonezji. Wpływy widoczne są zwłaszcza w wykorzystaniu instrumentów strunowych szarpanych, takich jak różne odmiany lutni. Pewne elementy dawnej muzyki chińskiej, pomimo że zanikły w samych Chinach, zachowały się w takich krajach jak Japonia, Korea czy Wietnam.

## Historia
Początki muzycznej kultury Chin sięgają prawdopodobnie połowy II tysiąclecia p.n.e. Pomimo widocznej ciągłości historię muzyki chińskiej zazwyczaj dzieli się na dwa okresy: starożytny, do końca dynastii Han (220 n.e.) i nowożytny. Najwcześniejsza faza rozwoju poświadczona jest archeologicznie przez znalezione instrumenty (litofony, dzwony, okaryny). Najstarszym zachowanym tekstem zawierającym wzmianki nawiązujące do muzyki jest Księga pieśni zachodnich Zhou, sugerująca istnienie siedmiostrunowego instrumentu szarpanego, prawdopodobnie pierwowzoru cytry guqin.

## Charakterystyka
Tradycyjna muzyka chińska odznacza się wyjątkową zachowawczością, wynikającą z jej związku z religią i sposobem pojmowania świata. Muzyka w starożytnych Chinach była uważana za czynnik bezpośrednio normujący rzeczywistość społeczną, stąd szereg rygorystycznych norm i zasad, które nią rządziły. Rytualistyczne traktowanie muzyki skutkowało rozwojem kilku gatunków np. kultowej czy dworskiej, z wyraźnym zaniedbaniem muzyki rozrywkowej, popularnej w innych krajach regionu.